# Pseudicius elmenteitae
Pseudicius elmenteitae är en spindelart som beskrevs av Lodovico di Caporiacco 1949. Pseudicius elmenteitae ingår i släktet Pseudicius och familjen hoppspindlar. Inga underarter finns listade i Catalogue of Life.